# Maîtres de Zweder de Culemborg
Les Maîtres de Zweder van Culemborg sont un groupe d'enlumineurs actifs entre 1415 et 1440 à Utrecht. Ils doivent leur nom de convention à un missel ayant appartenu à Zweder de Culemborg, un évêque de la ville. Alors qu'ils ont été longtemps identifié à un maître unique travaillant avec des collaborateurs, l'historiographie récente tend à y voir plutôt un groupe d'artistes au style similaire ayant collaboré à environ 35 manuscrits identifiés.

## Historique et style

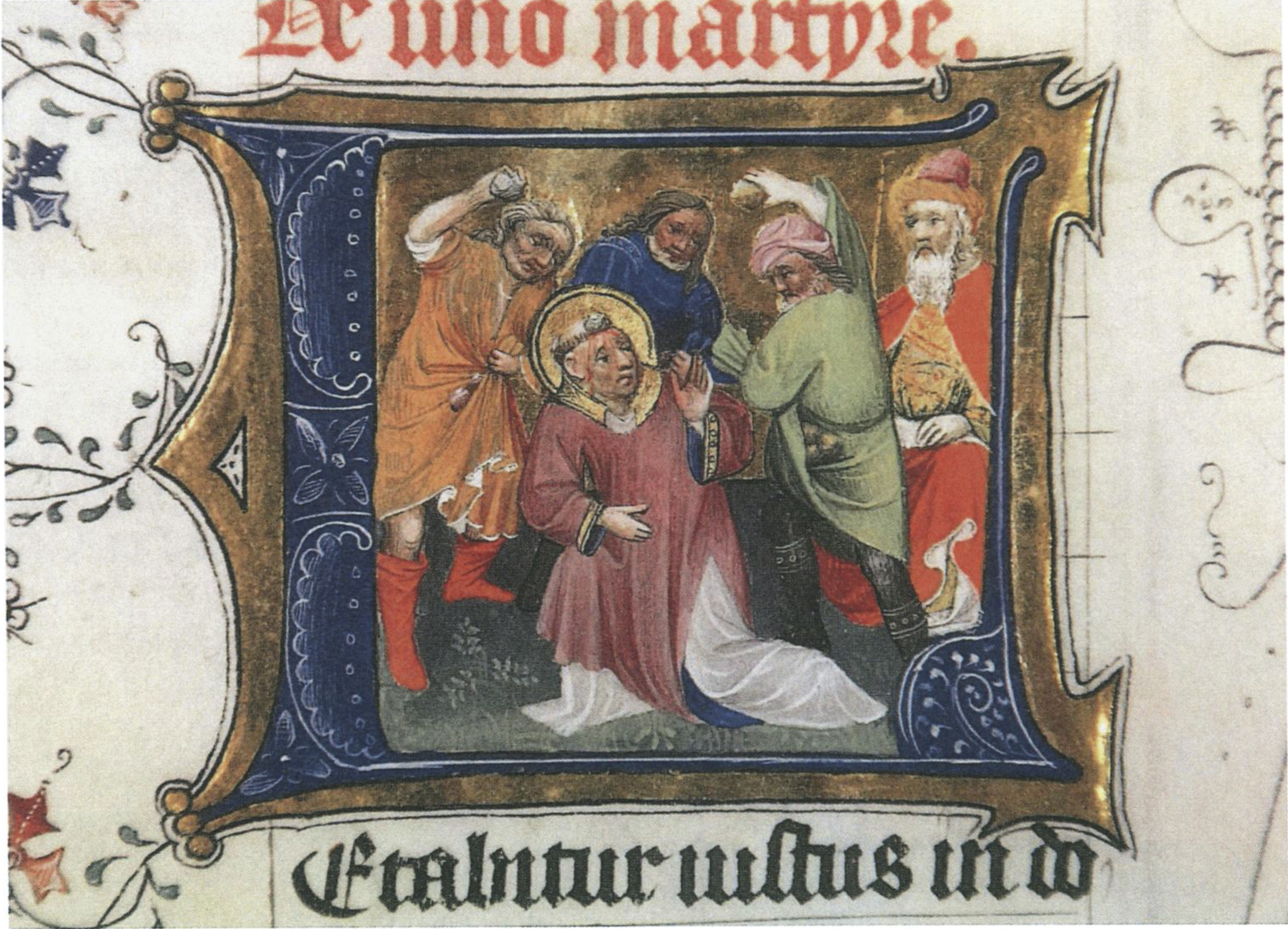
Missel de Zweder van Culemborg, f.42v.

Ce nom de convention provient d'un missel aujourd'hui conservé en Italie qui a appartenu à un évêque d'Utrecht, Zweder de Culemborg, nommé à cette fonction en 1425. C'est probablement à cette date qu'il a fait réaliser le manuscrit. On a longtemps pensé qu'il avait été réalisé par un artiste majeur, auteur de nombreuses décorations de manuscrits à cette époque. Cependant, rapidement, les historiens de l'art sont parvenus à distinguer plusieurs mains ce qui a fait dire qu'il collaborait avec plusieurs artistes au sein d'un atelier. Cependant, l'analyse des rares archives dont on dispose sur la vie artistique dans la région à cette époque remet en cause un tel fonctionnement. Il s'agit plus vraisemblablement de différents artistes travaillant seuls ou au sein de petits ateliers et collaborant à l'occasion. Ils sont unis par un style assez similaire et l'usage de modèles identiques mais se distinguant à l'occasion. 
Les commanditaires de ces artistes sont nombreux et proviennent notamment de la ville d'Utrecht dans un contexte particulier : il voit l'affrontement entre deux camps pour l'obtention du siège épiscopal, soutenant notamment Rodolphe de Diepholt ou Zweder van Culemborg, ce qui a conduit à ce que l'on a appelé le « schisme d'Utrecht » (1425-1449). Les enlumineurs ont été amenés à travailler pour des soutiens des deux camps, mais aussi pour de nombreux aristocrates néerlandais ou de la province voisine de Gueldre, voire du sud des Pays-Bas, pas toujours identifiables. 
De nombreux artistes sont regroupés sous le nom de Maîtres de Zweder de Culemborg, qu'il n'est pas toujours facile de distinguer. L'historienne de l'art Miranda Bloem a proposé de les séparer en deux groupes, nommés d'après leurs manuscrits les plus célèbres : le groupe Bressanone, dont le maître principal, le Maître de Bressanone est l'auteur principal du missel de Zweder, conservé à Bressanone et semble avoir plusieurs collaborateurs ponctuels, dont deux principaux. Le deuxième groupe, le groupe Zwolle, est à l'origine du Missel réalisé pour Johan van de Zande et actuellement conservé dans la ville de Zwolle. Ce deuxième groupe est constitué de plusieurs artiste sans véritable leader et dont il est difficile de distinguer les différentes mains.
Ils utilisent à de multiples reprises des modèles provenant des ateliers parisiens et notamment du Maître de Boucicaut, mais aussi de Jacquemart de Hesdin, des frères de Limbourg, originaires de la province de Gueldre ou encore de Jan van Eyck, venu travailler au service à la cour de Jean III de Bavière, comte de Hollande, à La Haye.

## Manuscrits attribués
35 manuscrits ou fragments de manuscrits leur sont attribués, dont un grand nombre de livres d'heures.

### Groupe Bressanone

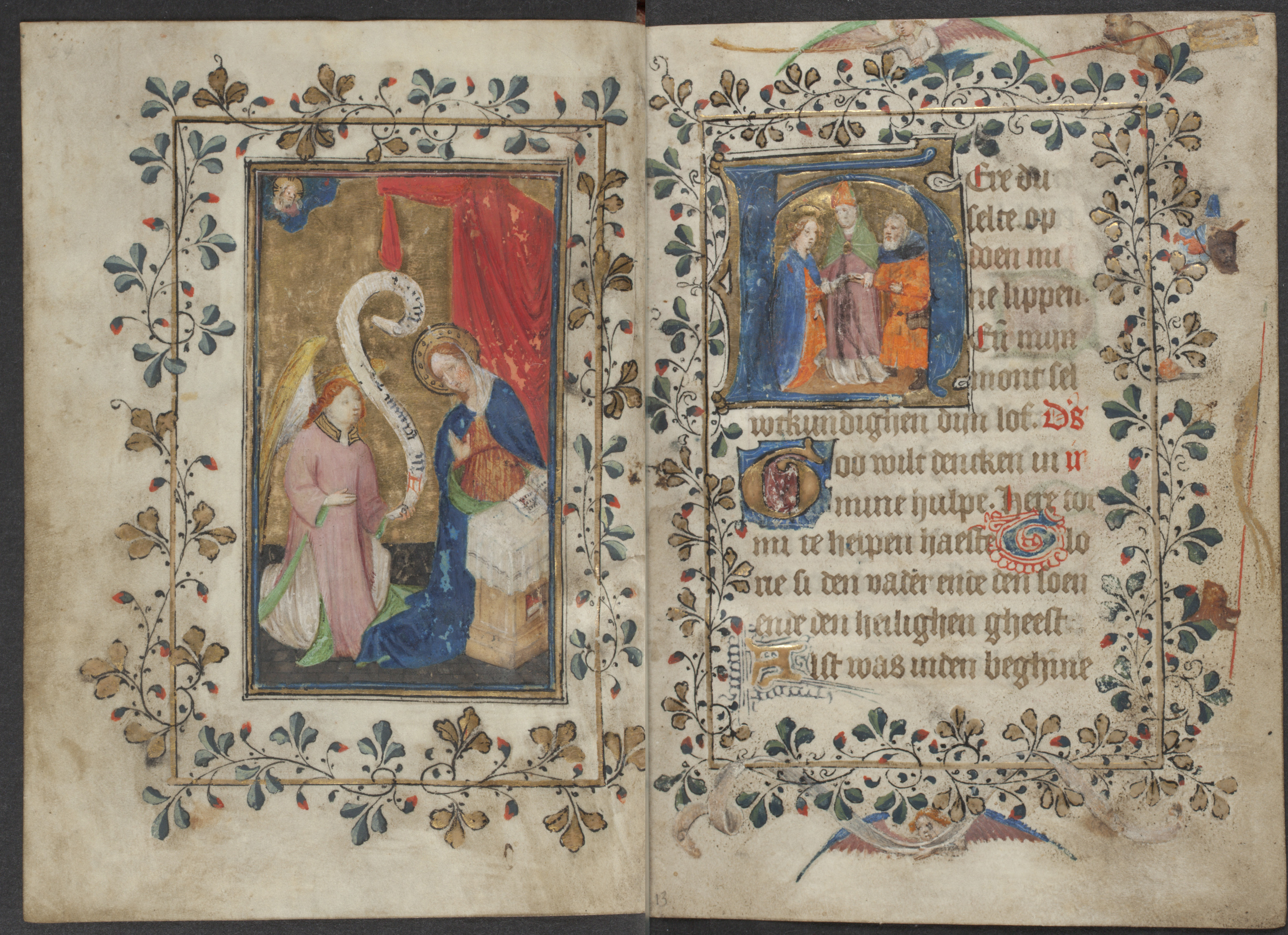
Livre d'heures, dit de Fentener van Vlissingen, Annonciation, f.12v-13r.

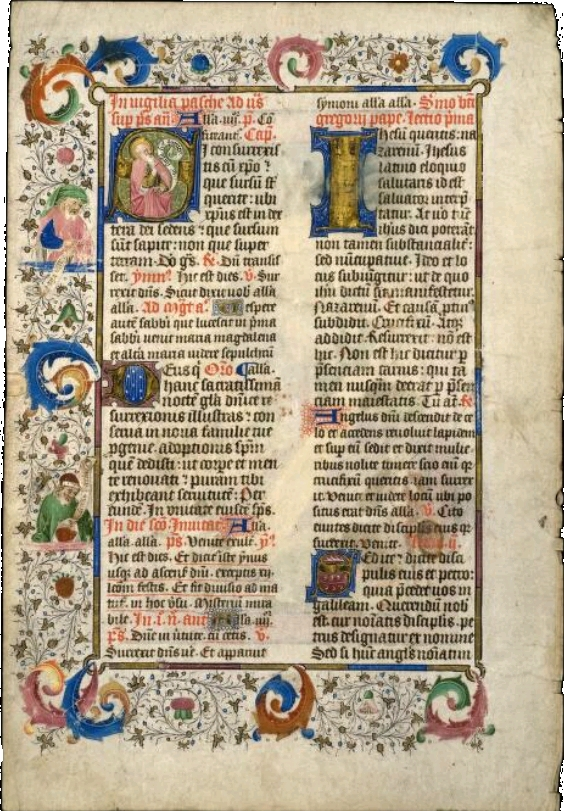
Bréviaire d'Egmond, feuillet d'Utrecht.

- Collectarium in Psalmos de Petrus de Herenthals, 9 lettrines, vers 1416 et une miniature présentant la dédicace à Hugues de Lusignan, ajoutée vers 1435, Bibliothèque nationale de France, Lat.432[2]
- Livre d'heures, 10 grandes miniatures et 25 lettrines, en collaboration avec le groupe Zwolle, 1420-1425, Bibliothèque royale des Pays-Bas, La Haye, 133 M 131[3]
- Bible de Lochorst, 72 petites miniatures et 64 lettrines, en collaboration avec le groupe Zwolle et d'autres enlumineurs anonymes, vers 1420-1430, Fitzwilliam Museum, Cambridge, Ms.289
- Missel de Zweder van Culemborg, 1 grande miniature et 16 lettrines, vers 1425-1426, Bibliothèque du séminaire de Bressanone, ms. C.20
- Livre d'heures à l'usage de Rome et calendrier d'Utrecht, 11 miniatures et 5 lettrines, vers 1435-1440, complété vers 1450-1475 à Bruges par l'atelier de Willem Vrelant Walters Art Museum, Baltimore, W.168[4]
- Livre d'heures, 18 lettrines historiées, vers 1425-1430, Walters Art Museum, W.188[5]
- Livre d'heures, 3 grandes miniatures et 2 lettrines, vers 1425-1430, bibliothèque de l'université d'Utrecht, ms. 16.B.8
- Fragments d'une bible, 4 lettrines, vers 1425-1430, collection particulière
- Lettrine tirées d'une bible (Couple royal avec échanson), vers 1425-1430, collection particulière
- Livre d'heures, 9 lettrines historiées, vers 1430, Bibliothèque du canton de Thurgovie, Frauenfeld, ms. Y.25
- Confessions de saint Augustin, 1 lettrine, vers 1430, bibliothèque de l'université d'Utrecht, ms.41
- Livre d'heures et de prières (incomplet), 2 lettrines, vers 1430, bibliothèque de l'université d'Utrecht, ms.1037
- Livre d'heures, 18 grandes miniatures et 6 lettrines, vers 1430, coll. particulière, ancienne coll. Alfred Bum à Kottbus, passé en vente chez Sotheby's le 3 décembre 2008 (lot 36)[6]
- Livre d'heures, 10 miniatures et 12 lettrines, vers 1430, coll. part. passé en vente chez Sotheby's le 6 juillet 2000 (lot 72)
- Missel de Eberhard von Greiffenklau, 68 lettrines historiées et 1 miniature, en collaboration avec le Maître de Catherine de Clèves, vers 1430-1435, avec des ajouts en Allemagne (Mayence ?) à la fin du XVe siècle, Walter Art Museum, W.174[7]
- Livre d'heures, dit de Fentener van Vlissingen, 27 grandes miniatures et 16 lettrines historiées, 1430-1435, Bibliothèque royale des Pays-Bas, ms. 79 K 2[8]
- Bréviaire laïc, en latin et néerlandais, 19 lettrines historiées, Bibliothèque nationale d'Afrique du Sud, Le Cap, ms. 3 B 17
- Livre d'heures, 12 grandes miniatures 1435-1440, avec 1 miniature ajoutée par les Maîtres aux rinceaux d'or à Bruges vers 1460, Bibliothèque royale des Pays-Bas, ms. BPH 148
- Bréviaire d'Egmond, à l'usage des chartreux, destiné peut-être à Arnold d'Egmond 74 décorations de marge, 205 lettrines et 92 petites miniatures, en collaboration avec le groupe Zwolle et les Maîtres d'Otto van Moerdrecht, vers 1435-1440, Morgan Library and Museum, M.87 avec 3 miniatures découpées conservées au Fitzwilliam Museum, 1-1960, à la British Library (Add. 30339 / nr. 3) et à la bibliothèque universitaire d'Utrecht (12.C.17)[9]

### Groupe Zwolle
- Missel à l'usage de l'ordre Teutonique pour la commanderie d'Utrecht alors dirigée par Johan van de Zande, 24 lettrines et des drôleries dans les marges, vers 1415, Stedelijk Museum Zwolle (nl), ms. 4411
- Missel Van Almkerk, 1 grande miniature et 2 lettrines, vers 1415-1420, Faculté de théologie de l'université de Tilbourg, ms. Haaren 20
- Missel pour la chapelle de Clève, 13 lettrines historiées, vers 1420-1425, Archives d'État de Rhénanie-du-Nord-Westphalie, Düsseldorf, ms.G.III.3
- Bréviaire pour l'ordre Teutonique, 21 lettrines, vers 1420-1425, Landesbibliothek Fulda (de), ms.Aa 122
- Missel, 1 grande miniature et 56 lettrines, 1420-1430, bibliothèque de l'université de Münster, ms.41
- Livre d'heures à l'usage de l'ordre de Saint-Jean de Jérusalem, 1 petite miniature et 12 lettrines historiées, vers 1425, Free Library of Philadelphia, ms Lewis E88[10]
- Livre d'heures, 3 grandes miniatures, vers 1425-1430, Nationalmuseum, Stockholm, ms. B 1646
- Bible, 6 miniatures dont 3 du groupe, vers 1425-1430, Bibliothèque nationale autrichienne, Cod.1199-1200
- Livre d'heures, 8 lettrines, vers 1430, Bibliothèque centrale de Zurich, ms. C 142
- Recueil d'Epitres et sermons mystiques, 2 lettrines et 62 petites miniatures, vers 1430-1440, Bibliothèque d'État de Berlin, Germ. Fol. 1612

### Groupe indéterminé
- Livre d'heures, 12 miniatures et 24 lettrines historiées, avec une miniature ajoutée au XVIIe siècle, vers 1415, coll. part., passé en vente chez Artcurial à Paris le 17 novembre 2015 (lot 1)[11]
- Livre d'heures et de prières, 4 grandes miniatures, vers 1415-1420, Bibliothèque de Rotterdam (nl), ms. 96 G 12
- Livre d'heures, 9 lettrines historiées, vers 1425, coll. part. passé en vente chez Christie's le 23 November 2011 (lot 10)